# Walter Weiß
Walter Weiß, nemški general, * 5. september 1890, Tilsit, † 21. december 1967, Aschaffenburg am Main.